# Грязный снег (мини-сериал)
«Грязный снег» (норв. Skitten Snø) — норвежский телесериал в жанре триллер.

## Сюжет
Амбициозная старшеклассница 18-ти лет Сумера (Камалприт Каур), которая мечтает сделать себе имя, подрабатывает в закусочной после уроков, после чего сразу спешит домой. Её семья из Пакистана, и жизнь Сумеры и её подруг подчиняется жёстким правилам и консервативным традициям. Проводить время с мужчинами вне семьи недопустимо. Однако мечтать о любви и романтике, как и все обычные девушки, никто запретить ей не может. На работе школьница увлекается Николасом (Тарьей Сандвик Му), обаятельным парнем, который оказывает ей знаки внимания. Но в один день всё выходит из-под контроля.
Сумера подвергается изнасилованию, и парень заставляет её молчать, шантажируя компрометирующими фотографиями. Униженная Сумера не знает, к кому обратиться и что делать дальше. Она не может пойти в полицию и поделиться произошедшим с семьей — репутация её близких окажется под угрозой. Внезапно девушка обнаруживает, что она не единственная жертва Николаса. Её коллега Шарлотта знает больше, чем говорит. Горе и унижение объединяют девушек, и они становятся близкими подругами. В одиночку им не дать отпор, но вместе они способны на большее.
Вместе с подругами Анилой (Таманна Анихотри) и Амбар (Хибба Наджиб), от которых Сумере не удаётся утаить постыдную правду, школьница разрабатывает план. Четыре девушки разного происхождения объединяются, чтобы вместе бороться с несправедливостью и отомстить обидчику.

## В ролях
| Актёр               | Роль      |
| ------------------- | --------- |
| Тарьей Сандвик Му   | Николас   |
| Камалприт Каур      | Сумера    |
| Таманна Анихотри    | Анила     |
| Хибба Наджиб        | Амбар     |
| Пернилла Персен     | Шарлота   |
| Ина Свениннгдал     | Крис Берг |
| Арман Суризеи       | Аиф       |
| Равдип Сингх Баджва | Васим     |

## Релиз
Премьера мини-сериала состоялась в Норвегии на телеканале NRK TV 31 октября 2019 года. В России премьера состоялась на видеосервисе Start 19 февраля 2021 года.